# Shin Tae-yong
Shin Tae-Yong (* 11. Oktober 1970 in Yeongdeok) ist ein ehemaliger südkoreanischer Fußballspieler und heutiger -trainer. Er war zuletzt bis Anfang Januar 2025 Trainer der indonesischen Nationalmannschaft.

## Spielerkarriere
In seiner aktiven Zeit spielte Shin für Seongnam Ilhwa Chunma und den australischen Verein Brisbane Roar.

## Trainerkarriere
Nach seiner Spielerkarriere schlug Shin eine Laufbahn als Trainer ein. Dabei war er zunächst als Co-Trainer seiner früheren Vereine Brisbane Roar und Seongnam Ilhwa Chunma tätig. Zwischen 2010 und 2012 war er für Seongnam als Trainer hauptverantwortlich und gewann mit dem Verein im Jahr 2010 die AFC Champions League.
Ab 2014 war Shin in verschiedenen Positionen, unter anderem als Jugendtrainer und Co-Trainer, für den südkoreanischen Verband tätig. Im Juli 2017 wurde er zum Nationaltrainer berufen und qualifizierte sich mit dem Team für die Fußball-Weltmeisterschaft 2018. Beim Turnier schied er mit der Mannschaft nach der Vorrunde aus. Im August 2018 wurde Shin nach Auslaufen seines Vertrages von Paulo Bento abgelöst. Von Ende 2019 bis Anfang Januar 2025 war er Trainer Indonesische Nationalmannschaft.